# Ianiropsis kussakini
Ianiropsis kussakini là một loài chân đều trong họ Janiridae. Loài này được Carvacho miêu tả khoa học năm 1982.